# Cow Head
Cow Head is een gemeente (town) in de Canadese provincie Newfoundland en Labrador. 

## Geschiedenis
In 1964 werd het dorp een gemeente met het statuut van local improvement district (LID). Tussen 1971 en 1976 veranderde het statuut van de gemeente Cow Head van een LID naar een town.

## Geografie
De gemeente ligt in het westen van het Great Northern Peninsula aan de noordwestkust van het eiland Newfoundland. Cow Head grenst in het zuiden aan de gemeente St. Pauls en in het noorden en oosten aan het noordelijke deel van het Nationaal Park Gros Morne. De plaats is bereikbaar via provinciale route 430.

## Demografie
Demografisch gezien is Cow Head, net zoals de meeste kleine dorpen op Newfoundland, aan het krimpen. Tussen 1991 en 2021 daalde de bevolkingsomvang van 696 naar 398. Dat komt neer op een daling van 298 inwoners (-42,8%) in dertig jaar tijd.
| Demografische ontwikkeling van Cow Head tussen 1991 en 2021     |
| --------------------------------------------------------------- |
|                                                                 |
| Bron: Statistics Canada (1991–1996, 2001–2006, 2011–2016, 2021) |

## Gezondheidszorg
Gezondheidszorg wordt in de gemeente aangeboden door de Cow Head Medical Clinic. Deze lokale zorginstelling valt onder de bevoegdheid van de gezondheidsautoriteit Western Health en biedt de inwoners van Cow Head en omgeving alledaagse eerstelijnszorg aan. De medische kliniek is bemand door een verpleegkundige (nurse practitioner), gesteund door de regelmatige aanwezigheid van een bezoekend arts, en biedt ook gemeenschapsgezondheidsverpleegkunde (community health nursing) aan.

## Galerij

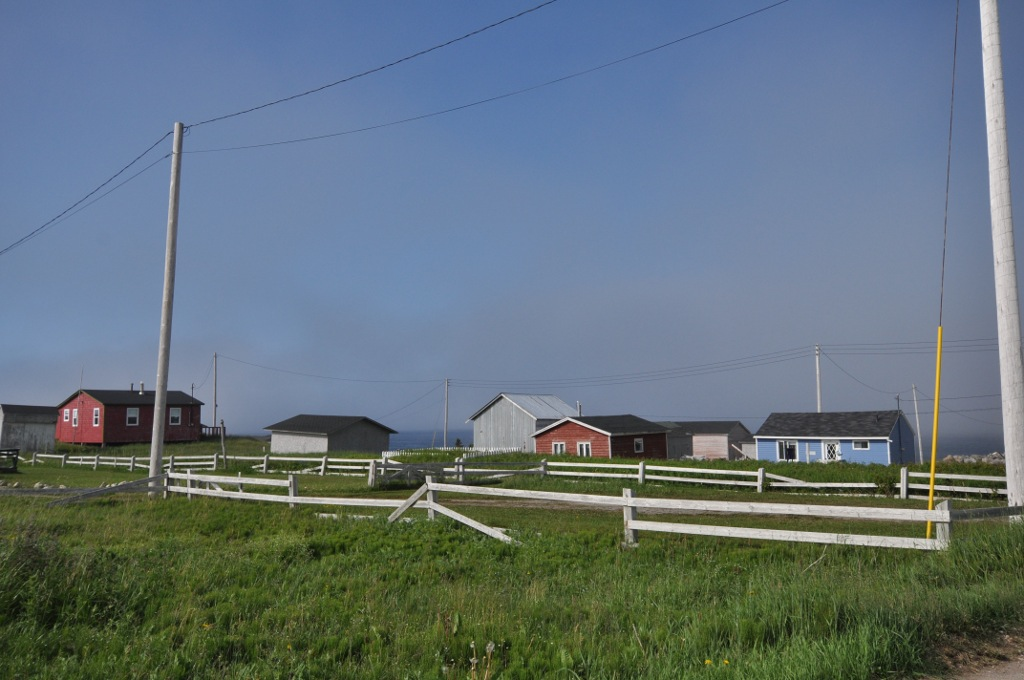
Zicht op Cow Head (2013)
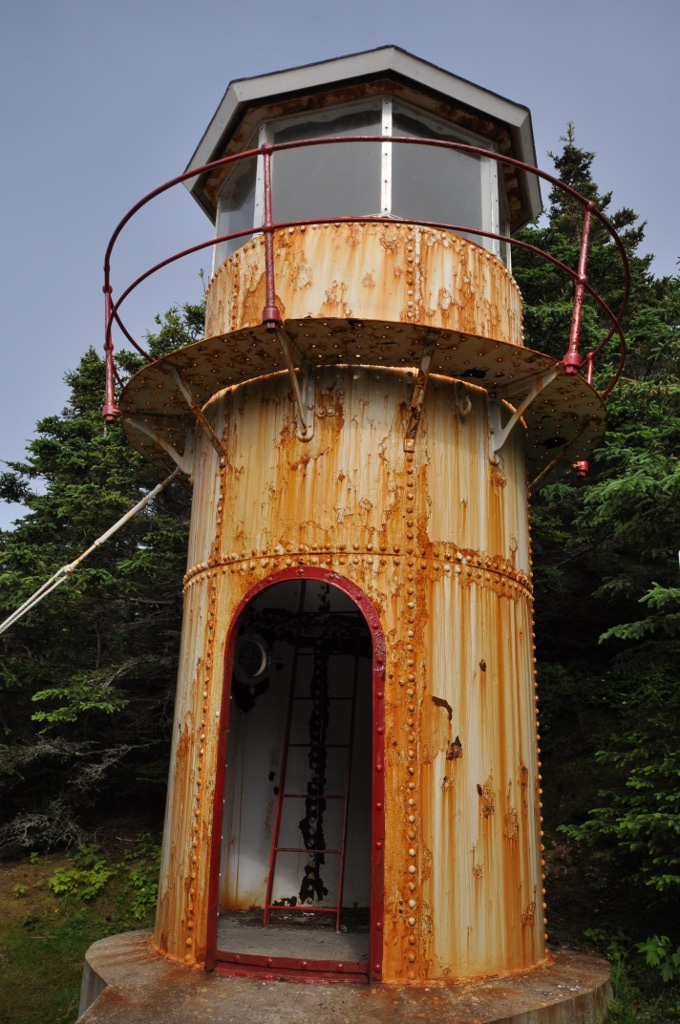
Vuurtoren van Cow Head (2013)